# Coaster (album)
Coaster (de vinylversie heet Frisbee) is het elfde studioalbum van de Amerikaanse punkband NOFX. Het album werd uitgebracht op 28 april 2009 door Fat Wreck Chords.

## Productie

### Schrijven
Het schrijven en produceren van het album gebeurde tussen november 2008 en februari 2009. De band werkte samen met Bill Stevenson, die ook het vorige album (Wolves in Wolves' Clothing uit 2006) produceerde.

### Prijs
Coaster was de eerste nieuwe cd dat het label Fat Wreck Chords uitgaf en minder kostte dan 10 dollar. Na de uitgave van Coaster besloot het label om de prijs van de meeste cd's minder dan 10 dollar te maken, waarvan de meeste ongeveer 8 dollar kostten.
This is not a sale. This is how much this CD costs... We make less profit, but bands hopefully will sell more CDs to more people, which is why we started doing this in the first place.— Fat Mike, eigenaar van Fat Wreck Chords

### Artwork
De bovenkant van zowel Coaster als Frisbee is in een stijl die doet denken aan een ontwerp uit de jaren zeventig. Het boekje met liedteksten bevat ook foto's met bandleden uit die tijd.
De bovenkant van Coaster laat een cd zien die gebruikt wordt als een onderzetter voor een alcoholische drank (coaster is Engels voor onderzetter). Op de bovenkant van Frisbee, de titel voor de vinyluitvoering van het album, staat gitarist Eric Melvin die een exemplaar van Frisbee probeert te vangen, alsof hij ermee aan het frisbeeën is.

## Nummers
Alle nummers zijn geschreven door Fat Mike.
1. We Called It America - 2:07
2. The Quitter - 1:51
3. First Call - 2:33
4. My Orphan Year - 2:59
5. Blasphemy (The Victimless Crime) - 2:53
6. Creeping Out Sara - 2:45
7. Eddie, Bruce, and Paul - 3:53
8. Best God in Show - 3:29
9. Suits and Ladders - 2:25
10. The Agony of Victory - 2:07
11. I Am an Alcoholic - 2:36
12. One Million Coasters - 3:09

## Medewerkers

### NOFX
- Fat Mike - zang, bas en keyboard op de tracks 5 en 6
- El Hefe - gitaar, zang, trombone op track 8
- Eric Melvin - gitaar, zang
- Erik Sandin - drums

### Gastmuzikanten
- Aaron Novik - basklarinet; trombone op track 11
- Jason Freese - keyboard op track 8
- Karina Denike en Spike Slawson - achtergrondzang

### Productie
- Geproduceerd door Bill Stevenson, Jason Livermore en Fat Mike
- Techniek door Bill Stevenson, Jason Livermore and Jamie McMann
- Aanvullende techniek door Andrew Berlin en Felipe Patino
- Mixen en masteren door Jason Livermore

### Coverart
- Grafisch ontwerp en lay-out door Ryan Harlin
- Aanvullende lay-out door Lisa Eriksson